# Matwij Hryhorjew

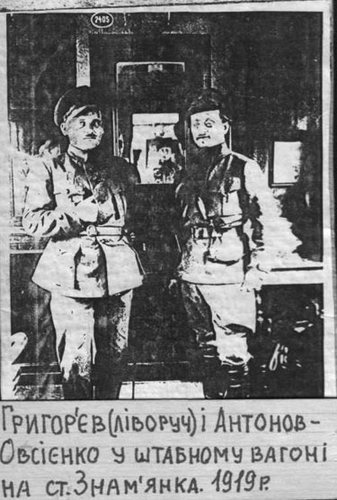
Matwij Hryhorjew i Władimir Antonow-Owsiejenko w wagonie sztabowym 1919

Matwij Ołeksandrowycz Hryhorjew (ukr. Матвій Олександрович Григоріїв; ros. Николай Алекса́ндрович Григо́рьев; prawdziwe nazwisko Nykyfir lub Nyczypir Serwetnyk, ur. około 1885 w Hryhorijiwce, zm. 27 lipca 1919 w Sentowie) – ataman ukraiński, uczestnik wojny domowej w Rosji i wojny ukraińsko-sowieckiej. 

## Życiorys
Ukończył szkołę dwuklasową. Według niektórych źródeł uczył się w szkole felczerskiej, lecz przerwał naukę, wstępując na ochotnika do wojska rosyjskiego i udając się na wojnę rosyjsko-japońską. Podczas walk odznaczył się odwagą. Po ukończeniu Czugujewskiej Szkoły Wojskowej służył w 60 Zamojskim Pułku Piechoty. W 1910 r. przeniesiony do rezerwy. Po demobilizacji pracował w Aleksandrii jako urzędnik akcyzowy. Podczas I wojny światowej był początkowo chorążym w 56 Żytomierskim Pułku Piechoty, dosłużył się stopnia sztabskapitana. Był także odznaczony Orderem św. Jerzego.

### 1917-1918
Po rewolucji lutowej i obaleniu caratu Hryhorjew działał w komitetach żołnierskich. Następnie zdezerterował z wojska i wrócił do Aleksandrii. W końcu 1917 r. utworzył ochotniczy pułk sił zbrojnych Ukraińskiej Republiki Ludowej, za co otrzymał od sekretarza generalnego ds. wojskowych URL Semena Petlury stopień podpułkownika. Petlura polecił mu również tworzenie kolejnych jednostek w ujeździe jelizawietgradzkim. Po przewrocie, po którym władzę na Ukrainie przejął hetman Skoropadski i utworzone zostało Państwo Ukraińskie (Hetmanat) pod niemieckim i austro-węgierskim protektoratem, Hryhorjew początkowo go popierał. Następnie jednak skupił wokół siebie oddział chłopów walczących z Niemcami, a także nawiązał kontakty z Petlurą, który także walczył z władzą Hetmanatu.
W listopadzie 1918 r., gdy oddziały niemieckie i austriackie wycofywały się z Ukrainy, w jej centralnej części rozpoczęło się powstanie antyhetmańskie. Do władzy doszedł Dyrektoriat kierowany przez Wołodymyra Wynnyczenkę i Semena Petlurę. Oddziały pod dowództwem Hryhorjewa zdobyły Werblużkę oraz Aleksandrię, faktycznie opanowały ziemię chersońską, po czym Hryhorjew ogłosił się atamanem wojsk powstańczych "ziemi chersońskiej, Zaporoża i Taurydy", chociaż faktycznie kontrolował jedynie pierwszy ze wskazanych obszarów. Sześciotysięczne siły Hryhorjewa jako odrębna dywizja weszły do Południowej Grupy Wojsk URL pod dowództwem atamana Ołeksandra Hrekowa. Kontrola dowództwa wojsk URL nad tymi oddziałami była jednak jedynie częściowa.

### W szeregach Armii Czerwonej
W styczniu 1919 r., gdy na Ukrainę wkroczyła Armia Czerwona, a Dyrektoriat realnie kontrolował coraz mniejszą część Ukrainy, Hryhorjew postanowił przejść na stronę zwycięskich bolszewików. Drugą przyczyną, która skłoniła go do zmiany frontu, był fakt, iż Petlura nie pozwolił mu zaatakować francuskich sił interwencyjnych lądujących w Odessie. 2 lutego 1919 r., ponad miesiąc po proklamowaniu Ukraińskiej Socjalistycznej Republiki Radzieckiej ze stolicą w Charkowie i na trzy dni przed zajęciem Kijowa przez Armię Czerwoną, Hryhorjew zgodził się uznać zwierzchność rządu USRR i dowództwa Armii Czerwonej na Ukrainie. Zgodził się także przekształcić swoje oddziały w jednostki regularne. Dowodzone przez niego oddziały przybrały nazwę 1 Brygady Zadnieprzańskiej i w krótkim czasie zmusiły siły wierne Dyrektoriatowi do wycofania się z Krzywego Rogu, Znamianki, Bobrinskiej i Jelizawietgradu. W ostatnim z wymienionych miast walczyły wspólnie z czerwonym pułkiem dowodzonym przez P. Tkaczenkę oraz z miejscowymi oddziałami robotniczymi. Przejście Hryhorjewa na stronę Armii Czerwonej zmusiło wojsko ukraińskie do wycofania się na Podole i Wołyń.
W dniach 2-10 marca 1919 r. Hryhorjew stoczył zaciętą, ostatecznie zakończoną zwycięstwem bitwę o Chersoń z oddziałami interwentów francuskich i greckich. Następnie, działając wbrew poleceniom dowodzącego Frontem Ukraińskim Władimira Antonowa-Owsiejenki, wkroczył 15 marca do Mikołajowa, który był już faktycznie kontrolowany przez miejscowych bolszewików. 6 kwietnia 1919 r. brygada Hryhorjewa opanowała natomiast Odessę, wkraczając do miasta opuszczonego dzień wcześniej przez francuskie wojska interwencyjne. Na miejscu Hryhorjew pozwolił swoim oddziałom na rabunek i wywożenie skradzionych dóbr do miejscowości pochodzenia. 

### Bunt Hryhorjewa przeciwko bolszewikom

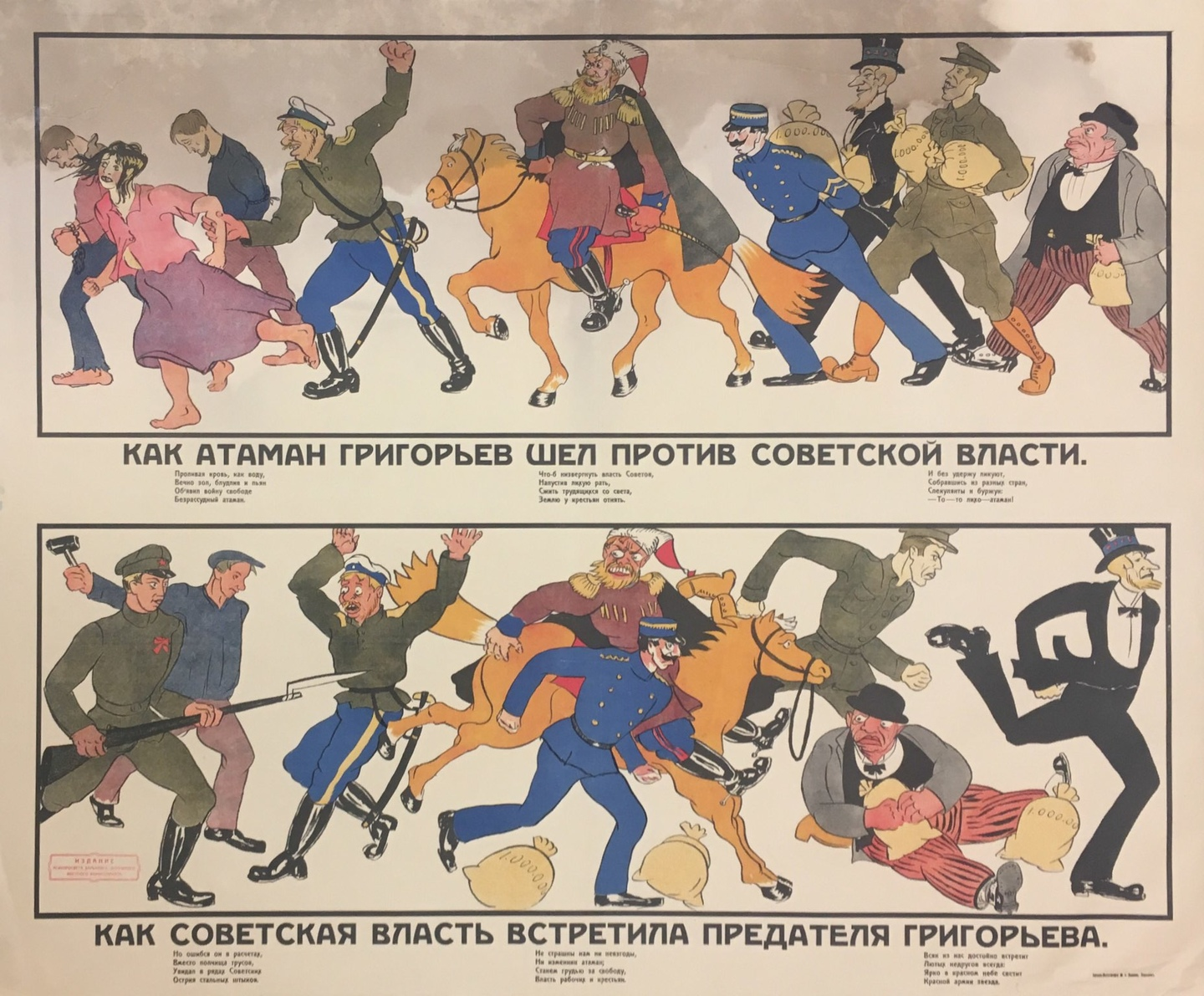
Bolszewicki plakat propagandowy przedstawiający pokonanie oddziałów atamana Hryhorjewa

Odniesione przez Hryhorjewa sukcesy sprawiły, że po zajęciu Odessy mianowano go dowódcą 6 Ukraińskiej dywizji strzeleckiej (była to w rzeczywistości jego dawna brygada, uzupełniona w Odessie o nowych ochotników) i zaproponowano jego kandydaturę do odznaczenia Orderem Czerwonego Sztandaru. Równocześnie jego postawa i postępowanie jego oddziałów budziło coraz większą krytykę wśród lokalnych bolszewickich dowódców, zwłaszcza tym, gdy Hryhorjew nieoczekiwanie nie wsparł oddziałów Nikołaja Chudiakowa w marszu w kierunku Tyraspola. Władimir Antonow-Owsiejenko, obawiając się o jego lojalność, dopuszczając możliwość przejścia przez Hryhorjewa na stronę anarchistów Machny, postanowił powierzyć mu prestiżowe zadanie marszu przeciwko wojskom rumuńskim w Besarabii. Podczas spotkania z dowódcą Frontu Ukraińskiego Hryhorjew atakował politykę władz bolszewickich na Ukrainie, piętnując rekwizycje żywności, ostatecznie jednak zobowiązał się do poprowadzenia swoich oddziałów we wskazanym przez Antonowa-Owsiejenkę kierunku.  
Faktycznie jednak Hryhorjew rozesłał swoje oddziały na trzytygodniowy "odpoczynek", pozwalając żołnierzom udać się w miejsca pochodzenia (a więc głównie w rejony Aleksandrii, Jelizawietgradu i Znamienki). W rzeczywistości jego brygada rozpierzchła się, zabierając broń, sprzęt i zaopatrzenie, a przez kolejne trzy tygodnie jego żołnierze zajmowali się w guberni chersońskiej grabieżami i rabunkiem. Dopuszczali się również pogromów Żydów i zabójstw na tle rabunkowym, a także zabójstw działaczy miejscowych komitetów partyjnych. Oddziały Hryhorjewa przestały uznawać bolszewickie dowództwo. Zaczęły rozprowadzać ulotki wzywające chłopów do walki z szeregach "partyzantów atamana Hryhorjewa" przeciwko komunistom. W Jelizawietgradzie niedawni sojusznicy bolszewików zniszczyli siedzibę partii i rozbroili batalion komunistów. 7 i 8 maja 1919 r. Hryhorjew wydał Uniwersał, w którym wzywał, by "lud ukraiński brał władzę w swoje ręce" i ogłaszał "dyktaturę ludu pracującego, władzę rad ludu Ukrainy". Ataman wzywał do organizowania rad wiejskich, powiatowych i gubernialnych, z zastrzeżeniem w każdej 80% miejsc dla Ukraińców, 5% dla Żydów i 15% dla pozostałych, z dopuszczeniem przedstawicieli wszystkich partii oraz osób bezpartyjnych popierających koncepcję władzy radzieckiej. Zdobył pewne poparcie chłopów, którzy zwrócili się przeciwko bolszewikom, nie godząc się na przymusowe rekwizycje żywności i represje ze strony Czeka.   
Na początku maja zbrojne oddziały Hryhorjewa faktycznie opanowały obszar między Mikołajowem, Jekaterynosławiem, Krzemieńczukiem i Czerkasami. Jekaterynosław został przy tym oddany atamanowi przez Pułk Czarnomorski marynarza Orłowa, dotąd walczący po stronie czerwonych. Marynarze przyłączyli się do Hryhorjewa również w Mikołajowie i Oczakowie, pewne poparcie Hryhorjew znalazł także na Podolu. W szczytowym momencie dowództwo atamana uznawało od 15 do 23 tys. ludzi. Na terenach wiejskich zapanowała anarchia. 10 maja rada obrony USRR ogłosiła go, wraz z najbliższymi współpracownikami, osobą wyjętą spod prawa. 15 maja 1919 r. oddziały pod dowództwem Aleksandra Parchomienki odbiły Jekaterynosław, potem jednak znów zostały z niego wypędzone. Niemniej po pierwszych starciach z Armią Czerwoną oddziały Hryhorjewa zaczęły poddawać się lub ponownie wracać pod komendę czerwonych. Główne zgrupowanie sił Hryhorjewa poniosło klęskę w bitwie pod Kamianką. Do końca maja 1919 r. bunt Hryhorjewa został stłumiony przez grupy wojsk P. Jegorowa, P. Dybienki i A. Parchomienki, zajmowany przez niego obszar ponownie znalazł się pod kontrolą bolszewików, a siły dowodzone przez atamana skurczyły się do 3 tys. walczących (kolejne 2 tys. przeszło do mniejszych oddziałów innych atamanów, uznających zwierzchność Hryhorjewa). Jego wystąpienie doprowadziło jednak do załamania się Frontu Ukraińskiego Armii Czerwonej, przyczyniło się do klęski czerwonych w bitwie z Siłami Zbrojnymi Południa Rosji o Donbas, a także uniemożliwiło dalszy marsz w kierunku Besarabii i wsparcie przez radzieckie wojsko rewolucji na Węgrzech.  
Zwolennicy Hryhorjewa utrzymywali jeszcze przez pewien czas w swoich rękach Borysław, Kachowkę, Nikopol, dokonując napadów na transporty wojskowe idące na Krym oraz wypadów w kierunku Aleksandrii. W czerwcu 1919 r. z Hryhorjewem spotkał się Nestor Machno, proponując wspólną walkę przeciwko zarówno czerwonym, jak i białym. Obaj dowódcy postanowili połączyć siły, jednak ich porozumienie szybko się załamało. Hryhorjew rozważał przejście na stronę białych i podporządkowanie się gen. Denikinowi, co machnowcy uznali za zdradę. Hryhorjew został rozstrzelany, a jego oddziały przyłączone do sił Machny. 